# Útulna Andrejcová

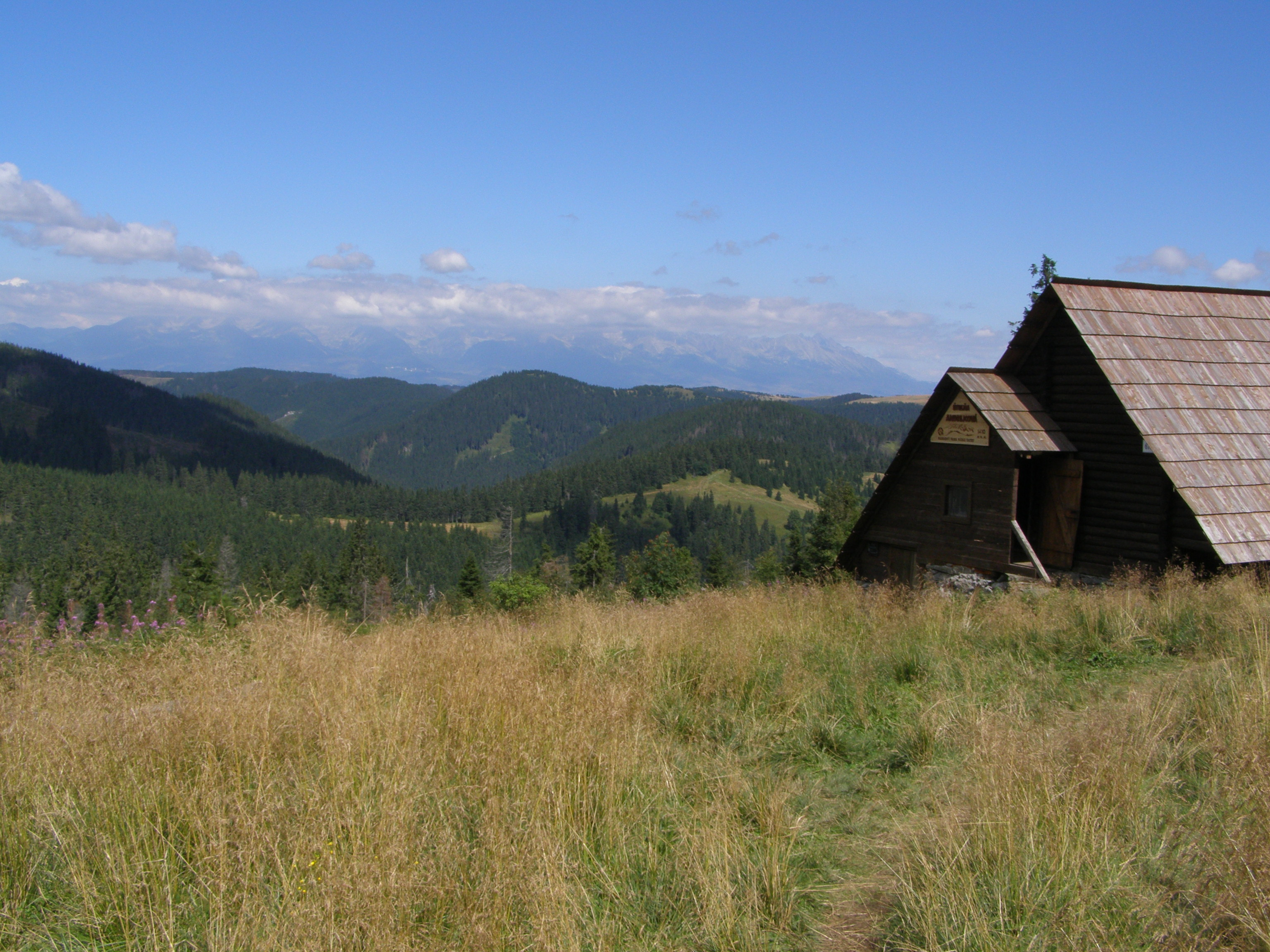
výhled od útulny k severu

Útulna Andrejcová je srubová chata na hlavním hřebeni Kráľovohoľských Nízkých Tater. Leží na území obce Liptovská Teplička v okrese Poprad.
Útulna určena na jednorázové přespání turistů, během přechodu hřebenu pohoří. Je nepřetržitě otevřená a nachází se nad obcí Pohorelá, na severní straně sedla pod stejnojmenným vrchem v nadmořské výšce 1410 m n. m. V minulosti byla bez hospodáře a staral se o ni Národní park Nízké Tatry, v současnosti je majetkem Horské služby Nízké Tatry sever. Prošla postupnou rekonstrukcí, ale její funkce zůstala zachována. V roce 2014 proběhla poslední větší rekonstrukce, s výměnnou kamen a přidáním tepelné izolace. Na střeše je umístěn fotovoltaický panel, který spolu s akumulátorem umožňuje večerní svícení nebo dobíjení drobné elektroniky. Její kapacita je kolem 30 osob.

## Historie
Z důvodu zvýšení atraktivnosti východní části nízkotatranských hřebene bylo rozhodnuto o výstavbě horské útulně. Projekt zpracoval Milan Marenčiak a při výběru byla zvolena lokalita v sedle, západně od stejnojmenného vrchu Andrejcová (1 520 m n. m.). Výstavbu objektu zajišťovala TJ Jasná Liptovský Mikuláš pod vedením Ladislava Milana, rodáka z Liptovské Tepličky a znalce místních podmínek. Samotná výstavba začala v květnu 1968 a z velké části byly použity lokální suroviny; kámen a dřevo. Upraven byl i blízký pramen a postavena latrína a v říjnu 1968 byla stavba zkolaudována. Využívána byla od začátku turisty a trampy, během letního pastvy luk poskytovala útočiště i pastýřům či dokonce samotnému dobytku. 
Objekt dlouho chátral a výrazněji byl opraven až v roce 2005, kdy Slovenský svaz ochránců přírody a krajiny využil prostředky v rámci programu Konta Orange - obnovme Tatry a chatu zrekonstruoval (nová šindelová střecha, nový padlých, nová veranda, přístavba k severní stěně chaty apod.). 
V roce 2014 proběhla poslední větší rekonstrukce, s výměnnou kamen a přidáním tepelné izolace, aby mohla poskytnout komfort a bezpečí i v zimních měsících. Od tohoto roku za pomoci místních nadšenců dochází k další postupnému vylepšení chaty a okolí. Na střeše je umístěn fotovoltaický panel, který spolu s akumulátorem umožňuje večerní svícení nebo dobíjení drobné elektroniky.

## Přístup
Přístup k útulně Andrejcová vede po červené turistické značce (dálkové turistické cestě Cesta Hrdinů SNP) hlavním hřebenem Nízkých Tater z východu od Telgártu přes Kráľovu hoľu, nebo ze západu od sedla Priehyba přes Veľkou Vápenicu. V zimě je hřeben průchodný obvykle jen na lyžích nebo sněžnicích. Lze též přijít ze severního údolí po modré značce z Liptovské Tepličky nebo z jihu od Pohorelé, případně po severním bočním hřebenu po žluté značce ze Šuňavy.